# 864年
| 千纪： | 1千纪                                                                                           |
| 世纪： | 8世纪 \| 9世纪 \| 10世纪                                                                        |
| 年代： | 830年代 \| 840年代 \| 850年代 \| 860年代 \| 870年代 \| 880年代 \| 890年代                       |
| 年份： | 859年 \| 860年 \| 861年 \| 862年 \| 863年 \| 864年 \| 865年 \| 866年 \| 867年 \| 868年 \| 869年 |
| 纪年： | 甲申年（猴年）；唐咸通五年；南詔建極五年；日本貞觀六年                                          |

## 大事记
- 保加利亚汗鲍里斯一世（Борис I）（852年－889年，37岁）改称大公。

## 出生
- 顾全武，唐末五代时期的名将。
- 西美昂一世，保加利亚沙皇。
- 雲門文偃，唐末五代僧人

## 逝世
- 圆仁，日本高僧
- 畢諴，唐朝大臣
- 卢钧，唐朝大臣
- 李澭，唐宣宗之子
- 裴休，唐朝大臣
- 丕平二世 (阿基坦)，阿基坦國王